# ماي ليتل بوني: إكويستريا غيرلس
ماي ليتل بوني: إكويستريا غيرلس (بالإنجليزية: My Little Pony: Equestria Girls)، فيلم رسوم متحركة أمريكي، أنتجته هاسبرو ستوديوس في العام 2013.

## الأصوات الأصلية
- تارا سترونج ـــ تايلايت سباركل
- آشليه بول ـــ آبل جاك ورينبو داش
- أندريا ليبمان ـــ فلاترشاي وبينكي باي
- تابيثا سانت جيرماين _ راريتي
- كايثي ويسلوك ـــ سبايك
- ريبيكا شواشيت ـــ سانست شيمير
- فينسوت تونج ـــ فلاش سينتري

## وصلات خارجية
- ماي ليتل بوني: إكويستريا غيرلس على موقع IMDb (الإنجليزية)
- ماي ليتل بوني: إكويستريا غيرلس على موقع ميتاكريتيك (الإنجليزية)
- ماي ليتل بوني: إكويستريا غيرلس على موقع روتن توميتوز (الإنجليزية)
- ماي ليتل بوني: إكويستريا غيرلس على موقع نتفليكس (الإنجليزية)
- ماي ليتل بوني: إكويستريا غيرلس على موقع ألو سيني (الفرنسية)
- ماي ليتل بوني: إكويستريا غيرلس على موقع Turner Classic Movies (الإنجليزية)
- ماي ليتل بوني: إكويستريا غيرلس على موقع أول موفي (الإنجليزية)
- ماي ليتل بوني: إكويستريا غيرلس على موقع فيلمافينيتي (الإسبانية)
- ماي ليتل بوني: إكويستريا غيرلس على موقع قاعدة بيانات الأفلام السويدية (السويدية)
- ماي ليتل بوني: إكويستريا غيرلس على موقع قاعدة بيانات الفيلم (الإنجليزية)

1. ↑  "معلومات عن ماي ليتل بوني: إكويستريا غيرلس على موقع kinopoisk.ru". kinopoisk.ru. مؤرشف من الأصل في 2014-10-22.
2. ↑  "معلومات عن ماي ليتل بوني: إكويستريا غيرلس على موقع bechdeltest.com". bechdeltest.com. مؤرشف من الأصل في 2019-10-21.
3. ↑  "معلومات عن ماي ليتل بوني: إكويستريا غيرلس على موقع musicbrainz.org". musicbrainz.org. مؤرشف من الأصل في 2019-11-29.